# Karen Almond
Karen Jane Almond (Kingston upon Hull, 18 dicembre 1962) è un'ex rugbista a 15 attiva nel ruolo di mediano d'apertura, rappresentante a livello internazionale sia la Gran Bretagna che l'Inghilterra, della quale fu capitano in occasione della vittoria della Coppa del Mondo 1994.
Per i suoi meriti sportivi è insignita dell'onorificenza di membro dell'ordine dell'Impero Britannico.

## Biografia
Nata e cresciuta a Hull, si formò nell'atletica leggera e nel calcio prima di passare al rugby; fu tra le prime atlete internazionali del rugby del Regno Unito, avendo debuttato nel 1986 con la formazione della Gran Bretagna contro la Francia, realizzando anche i primi punti della neonata squadra con due mete.
A ottobre 1988 esordì anche in maglia inglese, una vittoria 40-0 sulla Svezia a Sefton.
Nel 1991 fu capitano alla prima Coppa del mondo femminile in Galles, in cui l'Inghilterra giunse seconda dopo la sconfitta in finale contro gli Stati Uniti; tre anni più tardi fu tra le protagoniste della seconda edizione, tenutasi in Scozia, nella cui finale le inglesi si presero la rivincita sulle americane battendole 38-23, con Almond autrice di 13 punti.
Grazie a tale vittoria fu il primo capitano a ricevere una coppa del mondo nella storia del rugby inglese; tale incontro fu pure la sua ultima uscita internazionale.
In ambito di club Almond fu tra le fondatrici della sezione femminile del Wasps; dopo la Coppa del Mondo 1991 passò alle Saracens con le quali nel 1996 intraprese un tour in Nuova Zelanda a seguito del quale decise di stabilirsi in tale Paese.
Lì si impiegò come insegnante e fu ingaggiata dalla squadra provinciale di Canterbury; un tentativo di ritrovare il posto in squadra in nazionale fu frustrato da un suo infortunio che, in retrospettiva, fu quello che mise termine alla sua carriera nel 1998.
Praticò per un breve periodo il calcio in una squadra di Christchurch, dove conobbe la sua futura moglie.
Il suo ruolo di capitano della squadra inglese nel 1994, nonché il suo contributo al rugby nazionale, le furono riconosciuti in occasione del conferimento delle onorificenze britanniche di capodanno 2022, quando fu nominata membro dell'Ordine dell'Impero Britannico.

## Palmarès
- Coppe del mondo: 1
Inghilterra: 1994